# René Dreyfus
René Dreyfus (ur. 6 maja 1905 roku w Nicei, zm. 16 sierpnia 1993 roku w Nowym Jorku) – francuski kierowca wyścigowy.

## Życiorys
W swojej karierze wyścigowej de Dreyfus poświęcił się startom w wyścigach Grand Prix oraz w wyścigach samochodów sportowych. W 1930 roku odniósł zwycięstwo w Grand Prix Monako. W latach 1931-1932, 1935-1936, 1938-1939 Francuz był klasyfikowany w Mistrzostwach Europy AIACR. W pierwszym sezonie startów z dorobkiem dwudziestu punktów uplasował się na 25 pozycji w klasyfikacji generalnej. Rok później jego dorobek punktowy wyniósł dwanaście punktów, co mu dało czwarte miejsce. W sezonie 1935 stanął na drugim stopniu podium Grand Prix Pau. W klasyfikacji generalnej był siódmy. W kolejnym sezonie spisał się nieco gorzej - uzbierane 24 punkty sklasyfikowały go na dziesiątej pozycji. W latach 1938-1939 w końcowej klasyfikacji kierowców uplasował się odpowiednio na dziewiątym i szósty miejscu.
W latach 1937-1938, 1952 Dreyfus pojawiał się w stawce 24-godzinnego wyścigu Le Mans. W pierwszym sezonie startów stanął na trzecim stopniu podium w klasie piątej, co było równoznaczne z trzecim miejsce w klasyfikacji generalnej.